# اسپید وی
اسپید وی (انگلیسی: Speedway) شرکت خرده‌فروشی آمریکایی است، که در سال ۱۹۵۲ تأسیس شد و هم‌اکنون مالک شبکه‌ای از ۳۹۲۳ شعبه در ایالات متحده می‌باشد.